# Fogning (murverk)
Fogning av murverk kan betyda två något olika arbetsmoment.
När muren byggs, normalt med hjälp av olika murförband utgör fogen det mellanliggande material (cementbruk, kalkbruk, lera eller liknande) som jämnar ut murstenens ojämnheter och jämnar ut trycket från ovanliggande murlager. Fogen i ett murverk kan ta upp stora tryckspänningar och murverket byggs så att inga dragspänningar skall uppstå. 
När muren har konstruerats kan en särskild fogstrykning göras för att ge muren ett särskilt estetiskt form. Fogstrykning kan även ske "över hand" i samband med själva bygget.
Fogen har också uppgiften att täta muren för vattengenomträngning. 
Görs fogstrykningen i ett särskilt arbetsmoment, kan fogen varieras både med avseende på brukets färg och fogens profil.
Vanliga fogtyper är:
- Slätfog
- Fasad fog eller snedfog
- Halvrund fog.
- Utanpåliggande halvrund fog.

De olika fogerna ger upphov till olika karaktär på byggnaden tack vare det skuggspel som bildas. Den horisontella liggfogen behöver inte vara i samma utförande som stötfogen.
Fogbruket utgörs normalt av kalkcementbruk. Önskad färg får man genom att blanda in färgpigment i bruket. För vita fogar kan ett ljust stenmaterial blandas in i vitcement.
Några exempel på olika sätt att utföra fogen:
|  |  |  |